# I Hate Everything About You
«I Hate Everything About You» es el sencillo debut de la banda de rock canadiense Three Days Grace, incluido en su álbum debut autotitulado. La canción entró en el número 55 en el Billboard Hot 100, número 4 en el Mainstream Rock Tracks y el número 2 en la lista Modern Rock Tracks, y a pesar de no haber alcanzado el primer lugar, es la canción con más tiempo de permanencia de la banda en la lista con 45 semanas, superando a «Animal I Have Become» que alcanzó el número 1 en la lista pero con 41 semanas dentro de la lista. La canción es la más exitosa y más popular de la banda siendo el video con más reproducciones de la banda en YouTube con más de 350 millones de visitas.

## Video musical
El video musical fue dirigido por Scott Winig. Comienza haciendo un zum a un cenicero, y se enfoca hacia la imagen de Adam Gontier. Muestra las historia de tres adolescentes que pasan por momento difíciles en sus vidas. Una de ellas muestra a un joven que encuentra su engaño de la novia de él en el callejón, besando a otro chico. Él está espiando en su coche. El segundo adolescente, es una chica joven, que acaba de romper con su novio, y el último niño que está siendo abusado por su padre alcohólico. Luego, los jóvenes se reúnen en una colina descargándose recordando sus tiempos difíciles. El joven espía a su novia infiel y destroza un retrato de una foto de ambos, rompiendo en pedazos. El segundo adolescente, la muchacha, que se ve rompiendo su cuaderno de notas de amor con su exnovio en la colina. El último niño, que está siendo abusado, le lanza una botella de alcohol de su padre ebrio en la colina.

## En la cultura popular
- La versión acústica de estudio fue lanzado como sencillo en iTunes.
- Fue utilizado en los comerciales, para la temporada 2010 de la "American Chopper: Senior vs Junior" en el TLC.

## Versiones
La banda "Burning Thunder" versionó la canción en su EP "The Fire from the Flame" EP.

## Posicionamiento en listas
| Lista (2003)                            | Mejor posición |
| --------------------------------------- | -------------- |
| Australia (ARIA)                        | 22             |
| Estados Unidos (Billboard Hot 100)      | 55             |
| Estados Unidos (Modern Rock Tracks)     | 2              |
| Estados Unidos (Mainstream Rock Tracks) | 4              |
| Estados Unidos (Mainstream Top 40)      | 28             |
| Países Bajos (Mega Single Top 100)      | 84             |

## Certificaciones
| País           | Organismo certificador | Certificación | Ventas certificadas | Ref.  |
| -------------- | ---------------------- | ------------- | ------------------- | ----- |
| Canadá         | Music Canada           | Platino       | 80 000              | [ 6 ] |
| Estados Unidos | RIAA                   | 2× Platino    | 2 000               | [ 7 ] |
| Reino Unido    | BPI                    | Plata         | 200 000             | [ 8 ] |

## Reconocimientos
| Publicación | País           | Reconocimiento                              | Año  | Posición |
| ----------- | -------------- | ------------------------------------------- | ---- | -------- |
| AOL Radio   | Estados Unidos | "Canción alternativa de la década del 2000" | 2009 | 8        |